# Храповлянка
Храповлянка — река в Белоруссии, протекает по территории Витебского района Витебской области, правый приток Лужесянки. Длина реки — 12 км, площадь водосборного бассейна — 224 км². Высота истока — 163,6 м над уровнем моря.
Река вытекает из озера Бутыки у деревни Должа. От истока течёт на юго-восток, затем поворачивает на северо-восток. Основной приток — Шестенка (правый). Всё течение проходит в пределах Городокской возвышенности. Река протекает несколько сёл и деревень: Коновалово, Буяны, Храповичи. В 2 км к северо-востоку от Храповичей впадает в Лужесянку.